# Nodaria olivacea
Nodaria olivacea là một loài bướm đêm trong họ Noctuidae.